# Лонгони, Альберто
Альберто Лонгони (итал. Alberto Longoni; род. 4 января 1937, Джуссано) — итальянский актер и танцор. Известный под псевдонимом Jack La Cayenne.

## Биография
Танцор и шоумен Альберто Лонгони, в начале своей карьеры выступал вместе с Адриано Челентано, под псевдонимом «Torquato Molleggiato». Челентано, вдохновленный танцами Лонгони, перенял у него манеру двигаться на сцене. Лонгони стал известен в Италии после участия в телепрограмме-варьете «Primo applauso».
В 1950-е и 1960-е годы Лонгони выступал в различных странах. Вместе со своей женой Ванной Ровелло принимал участие в известной американской передаче «Шоу Эда Салливана».
В 1978 году после участия в телепередаче «Non stop» получил новую волну популярности.
В течение 1980-х годов Лонгони выступал на телеканалах RAI, в том числе в передаче «Gran Canal» Коррадо Мантони.
В июне 2016 года был ведущим телепрограммы «Techetechetè».